# Mornay-Berry
Mornay-Berry település Franciaországban, Cher megyében. Lakosainak száma 168 fő (2022. január 1.). Mornay-Berry Chassy, Garigny, Saint-Hilaire-de-Gondilly és Villequiers községekkel határos.

## Népesség
A település népessége az elmúlt években az alábbi módon változott:
| Lakosok száma | 252  | 178  | 153  | 195  | 196  | 188  | 183  | 175  | 173  | 168  |
|               | 1968 | 1982 | 1990 | 2006 | 2013 | 2015 | 2017 | 2019 | 2020 | 2022 |